# Vijay Hazare
Vijay Samuel Hazare (* 11. März 1915 in Sangli, Maharashtra; † 18. Dezember 2004 in Vadodara, Gujarat) war ein indischer Cricketspieler. Er war der fünfte Kapitän der indischen Nationalmannschaft und führte Indien in Madras während der Tour 1951/52 gegen England zum ersten Sieg im Test Cricket. Dies war der einzige Sieg auf diesem Niveau während seiner Zeit als Kapitän. Der nächste Sieg einer indischen Nationalmannschaft gegen einen der großen Mannschaften kam erst 23 Jahre später gegen die West Indies.

## Ausbildung
Hazare wuchs in Sangli und absolvierte seine Ausbildung an der Presbyterian Mission Industrial School. Von seiner Mutter wurde er sehr streng gläubig erzogen, was dazu führte, dass er das Catholic Gymkhana Cricket Team gründete.

## Karriere

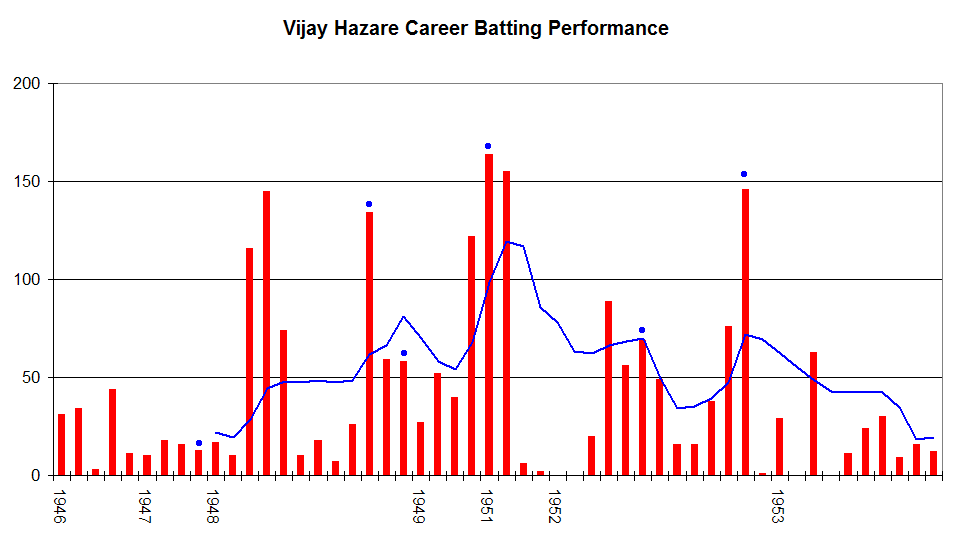
Hazares Batting-Statistiken

Im indischen First-Class Cricket spielte Hazare zunächst für die Mannschaften aus Maharashtra, Central India um dann 1941 nach Baroda zu wechseln. Nach dem Zweiten Weltkrieg wurde er in der Saison 1946 für die erste Tour nach dem Krieg in England nominiert, wo er beim ersten Test der Serie sein Nationalmannschafts-Debüt gab. Sein nächster Nationalmannschaftseinsatz erfolgte bei der Tour in der Saison 1947/48 in Australien. Im vierten Test der Tour in Adelaide gelang ihm im ersten Innings mit 116 Runs sein erstes Test-Century, was er im zweiten Innings mit 145 Runs noch steigern konnte. Dennoch verlor Indien das Spiel mit einem Innings. Bei der ein jahr später stattfindenden Tour gegen die West Indies gelangen ihm zwei weitere Centuries. Daraufhin wurde er zum Kapitän der Nationalmannschaft benannt und absolvierte als solcher die Tour gegen England 1951/52. In den ersten beiden Tests gelangen ihm mit 164 Runs not out in Delhi und 155 Runs in Bombay weitere zwei Centuries. Im fünften Test der Serie kam es dann zum ersten Test-Sieg Indiens, so dass die Tour unentschieden endete. Bei der Tour im folgenden Sommer in England musste er mit seiner Mannschaft eine 3:0-Niederlage hinnehmen und wurde als Kapitän zunächst abgesetzt und durch Lala Amarnath ersetzt. Als ihm gegen Pakistan mit 146 not out wieder ein Century gelang, wurde er für die nächste Tour in den West Indies wieder zum Kapitän ernannt. Es sollte seine letzte internationale Begegnung werden, da er sich fortan auf First-Class Cricket konzentrierte. In Tests erzielte er einen Schlagdurchschnitt von 47,65 pro Match, und erreichte insgesamt 2.192 runs. 1960 wurde er mit dem Padma Shri ausgezeichnet.

## Nach seiner aktiven Zeit
Nach seiner Karriere war er kurzzeitig als Selektor des indischen Teams tätig. Auch wurde der bis heute wichtigste List A-Wettbewerb Indiens zu seinen Ehren Vijay Hazare Trophy benannt.
Hazare starb 2004 an Krebs.